# The Colour in Anything
The Colour in Anything is het derde studioalbum van de Britse singer-songwriter en producer James Blake, dat werd uitgebracht op 6 mei 2016 bij Polydor.

## Tracklist
| 1.                 | Radio Silence                       | James Blake          | James Blake          | 4:00 |
| 2.                 | Points                              | Blake                | Blake, Rick Rubin    | 3:31 |
| 3.                 | Love Me in Whatever Way             | Blake                | Blake, Rubin         | 4:03 |
| 4.                 | Timeless                            | Blake                | Blake                | 4:22 |
| 5.                 | f.o.r.e.v.e.r.                      | Blake                | Blake                | 2:40 |
| 6.                 | Put That Away and Talk to Me        | Blake                | Blake                | 3:57 |
| 7.                 | I Hope My Life (1-800 Mix)          | Blake                | Blake                | 5:40 |
| 8.                 | Waves Know Shores                   | Blake                | Blake                | 2:55 |
| 9.                 | My Willing Heart                    | Blake, Frank Ocean   | Blake, Rubin         | 4:02 |
| 10.                | Choose Me                           | Blake                | Blake                | 5:38 |
| 11.                | I Need a Forest Fire (met Bon Iver) | Blake, Justin Vernon | Blake, Rubin         | 4:17 |
| 12.                | Noise Above Our Heads               | Blake                | Blake, Rubin         | 5:03 |
| 13.                | The Colour in Anything              | Blake                | Blake                | 3:33 |
| 14.                | Two Men Down                        | Blake                | Blake, Rubin, Vernon | 6:01 |
| 15.                | Modern Soul                         | Blake                | Blake, Rubin         | 5:32 |
| 16.                | Always                              | Blake                | Blake                | 5:04 |
| 17.                | Meet You in the Maze                | Blake, Vernon        | Blake, Vernon        | 4:55 |
| Totale duur: 76:13 |                                     |                      |                      |      |

## Medewerkers
Muzikanten
- James Blake – zang, piano, keyboard
- Frank Ocean – tekst (nummer 9)
- Justin Vernon – tekst (nummer 11 en 17), productie (nummer 17)
- Rick Rubin – productie (nummer 2, 3, 12 en 15)
- Quentin Blake - Illustratie van het album

## Hitnoteringen

### NederlandseAlbum Top 100
| Positie: | 20 | 58 | 91 | 42 | 80 | uit |

### VlaamseUltratop 200Albums
| Hitnotering (week 1 t/m 22): 14-05-2016 t/m 15-10-2016 | Hitnotering (week 1 t/m 22): 14-05-2016 t/m 15-10-2016 | Hitnotering (week 1 t/m 22): 14-05-2016 t/m 15-10-2016 | Hitnotering (week 1 t/m 22): 14-05-2016 t/m 15-10-2016 | Hitnotering (week 1 t/m 22): 14-05-2016 t/m 15-10-2016 | Hitnotering (week 1 t/m 22): 14-05-2016 t/m 15-10-2016 | Hitnotering (week 1 t/m 22): 14-05-2016 t/m 15-10-2016 | Hitnotering (week 1 t/m 22): 14-05-2016 t/m 15-10-2016 | Hitnotering (week 1 t/m 22): 14-05-2016 t/m 15-10-2016 | Hitnotering (week 1 t/m 22): 14-05-2016 t/m 15-10-2016 | Hitnotering (week 1 t/m 22): 14-05-2016 t/m 15-10-2016 | Hitnotering (week 1 t/m 22): 14-05-2016 t/m 15-10-2016 | Hitnotering (week 1 t/m 22): 14-05-2016 t/m 15-10-2016 | Hitnotering (week 1 t/m 22): 14-05-2016 t/m 15-10-2016 | Hitnotering (week 1 t/m 22): 14-05-2016 t/m 15-10-2016 | Hitnotering (week 1 t/m 22): 14-05-2016 t/m 15-10-2016 | Hitnotering (week 1 t/m 22): 14-05-2016 t/m 15-10-2016 | Hitnotering (week 1 t/m 22): 14-05-2016 t/m 15-10-2016 | Hitnotering (week 1 t/m 22): 14-05-2016 t/m 15-10-2016 | Hitnotering (week 1 t/m 22): 14-05-2016 t/m 15-10-2016 | Hitnotering (week 1 t/m 22): 14-05-2016 t/m 15-10-2016 | Hitnotering (week 1 t/m 22): 14-05-2016 t/m 15-10-2016 |
| Week:                                                  | 1                                                      | 2                                                      | 3                                                      | 4                                                      | 5                                                      | 6                                                      | 7                                                      | 8                                                      | 9                                                      | 10                                                     | 11                                                     | 12                                                     | 13                                                     | 14                                                     | 15                                                     | 16                                                     | 17                                                     | 18                                                     | 19                                                     | 20                                                     |                                                        |
| ------------------------------------------------------ | ------------------------------------------------------ | ------------------------------------------------------ | ------------------------------------------------------ | ------------------------------------------------------ | ------------------------------------------------------ | ------------------------------------------------------ | ------------------------------------------------------ | ------------------------------------------------------ | ------------------------------------------------------ | ------------------------------------------------------ | ------------------------------------------------------ | ------------------------------------------------------ | ------------------------------------------------------ | ------------------------------------------------------ | ------------------------------------------------------ | ------------------------------------------------------ | ------------------------------------------------------ | ------------------------------------------------------ | ------------------------------------------------------ | ------------------------------------------------------ | ------------------------------------------------------ |
| Positie:                                               | 23                                                     | 42                                                     | 58                                                     | 18                                                     | 38                                                     | 72                                                     | 55                                                     | 72                                                     | 44                                                     | 59                                                     | 112                                                    | 70                                                     | 80                                                     | 129                                                    | 130                                                    | 81                                                     | 70                                                     | 143                                                    | 96                                                     | 180                                                    |                                                        |
| Week:                                                  | 21                                                     | 22                                                     |                                                        |                                                        |                                                        |                                                        |                                                        |                                                        |                                                        |                                                        |                                                        |                                                        |                                                        |                                                        |                                                        |                                                        |                                                        |                                                        |                                                        |                                                        |                                                        |
| Positie:                                               | 85                                                     | 185                                                    | uit                                                    |                                                        |                                                        |                                                        |                                                        |                                                        |                                                        |                                                        |                                                        |                                                        |                                                        |                                                        |                                                        |                                                        |                                                        |                                                        |                                                        |                                                        |                                                        |